# Сентраль
Сентраль (исп. Central) — самый маленький департамент Парагвая, расположен на западе страны. Площадь — 2,465 км². Проживает 1,929,834 человека (2008). Административный центр — город Арегуа. Делится на 17 округов.
Крупнейшим водоёмом департамента является озеро Ипакарай.